# Saint-Lunaire
Saint-Lunaire is een gemeente in het Franse departement Ille-et-Vilaine (regio Bretagne). De plaats maakt deel uit van het arrondissement Saint-Malo. Saint-Lunaire telde op 1 januari 2022 2.647 inwoners.

## Geschiedenis
Reeds in het neolithicum (5000 - 2000 v.Chr.) was Saint-Lunaire bewoond. Hiervan getuigen nog de restanten van een hunebed. Nadien kwamen de Kelten - de gallische Coriosolieten en later de Romeinen. Nadat de Romeinen verdreven waren, kwamen er invallen van de Saksen en de Friezen in 509.
De naam van de gemeente verwijst naar de heilige Leonardus van Bretagne (Lunaire in het Frans). Deze koningszoon zou er rond 535 een kapel gebouwd hebben. Deze bevond zich ongeveer op de plaats waar in de 11e eeuw een kerk werd gebouwd door de heren van Pontual. "Pontual" is een samentrekking van "pont de Tugdual". "Tugdual" is de heilige Tudwal van Tréguier, de broer van Leonardus. De heren van Pontual en de heren van Pontbriand waren de feodale heersers over het gebied. Gisanten van leden van de families bevinden zich in de oude kerk.
Saint-Lunaire was lange tijd een dorp van enerzijds landbouwers en anderzijds vissers en zeelieden. Oorspronkelijk heette het dorp Saint-Léonor. Op het eind van de 17e eeuw werd het Saint-Léonaire de Pontual en nog later Saint-Lunaire de Pontual. In 1790 wordt de naam nogmaals gewijzigd in Port-Lunaire. Op 7 augustus 1803 ten slotte, na de Franse Revolutie, krijgt de gemeente definitief de huidige naam Saint-Lunaire.
Vanaf 1880 ontwikkelt Saint-Lunaire zich tot badplaats en worden er grote villa's gebouwd, vooral in de buurt van het Pointe du Décollé. Vele zijn buitenverblijven van rijke Fransen. Deze groei is onder meer te danken aan de investeringen van Sylla Laraque. Laraque was een schatrijke Haïtiaan die zijn fortuin verdiend had met suikerrietplantages. Wanneer hij Saint-Lunaire ontdekte, zag hij er zijn toekomst in. Bovendien had het dorp dezelfde initialen als zijn naam: "SL". Hij liet het Grand Hotel bouwen (1881 - later werd het verbouwd tot appartementen), het casino verbonden aan het Grand Hotel (1905), de dijk van La Grande Plage, tennisterreinen (1907) en verschillende villa's.
Tijdens de Tweede Wereldoorlog werden in Saint-Lunaire verschillende bunkers gebouwd ("Blockhaus"). Enkele daarvan staan er nog steeds.

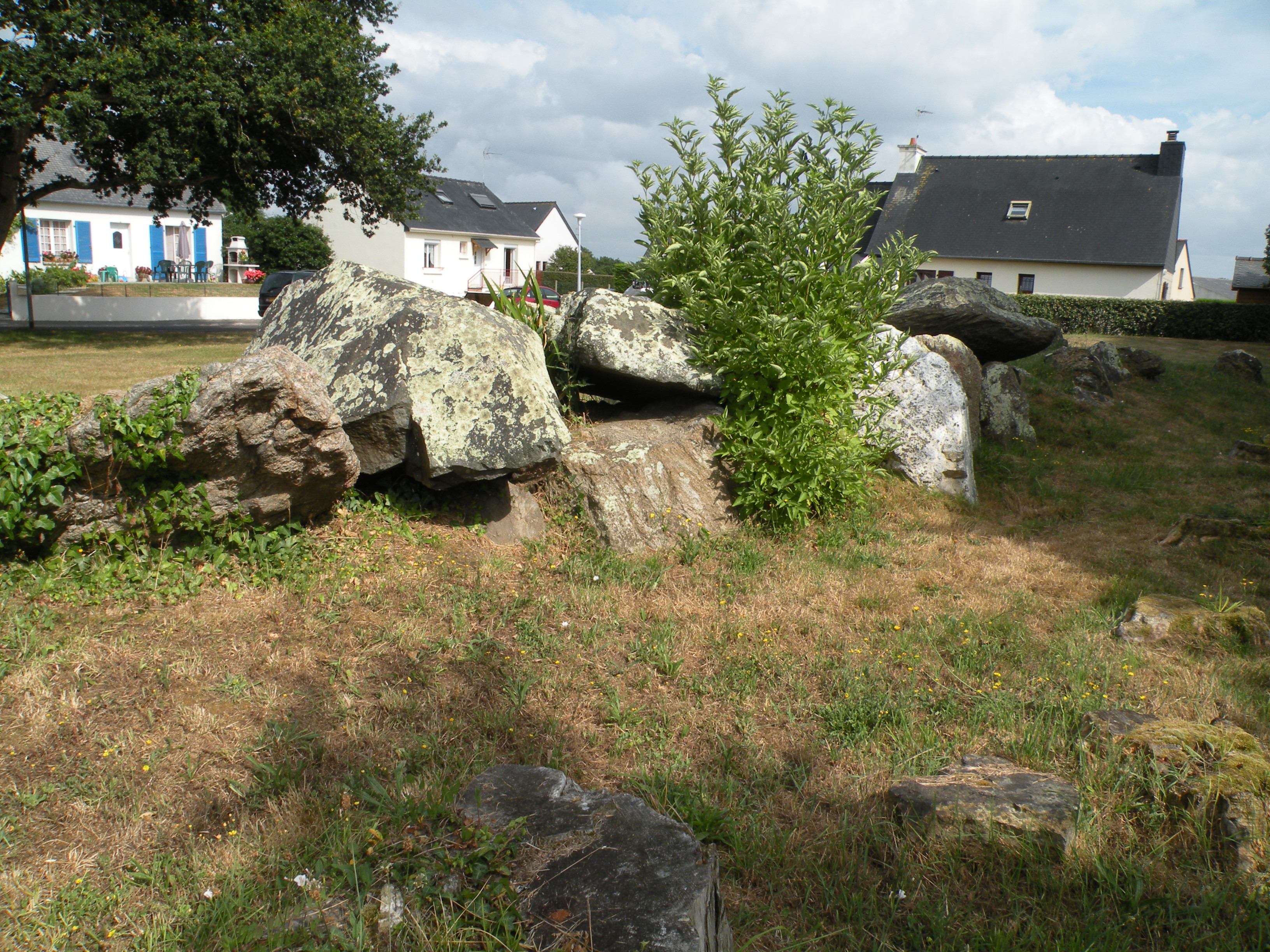
Resten van een hunebed in Saint-Lunaire
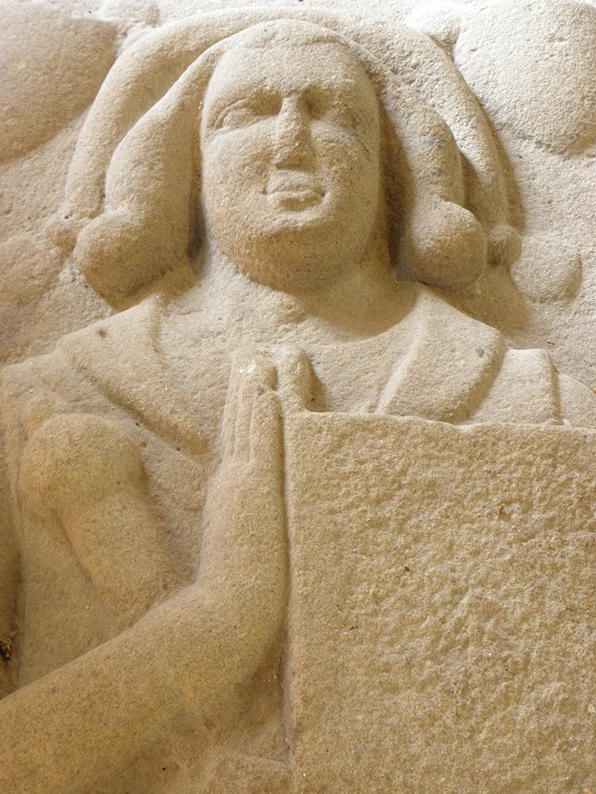
Gisant van Alain de Pontual
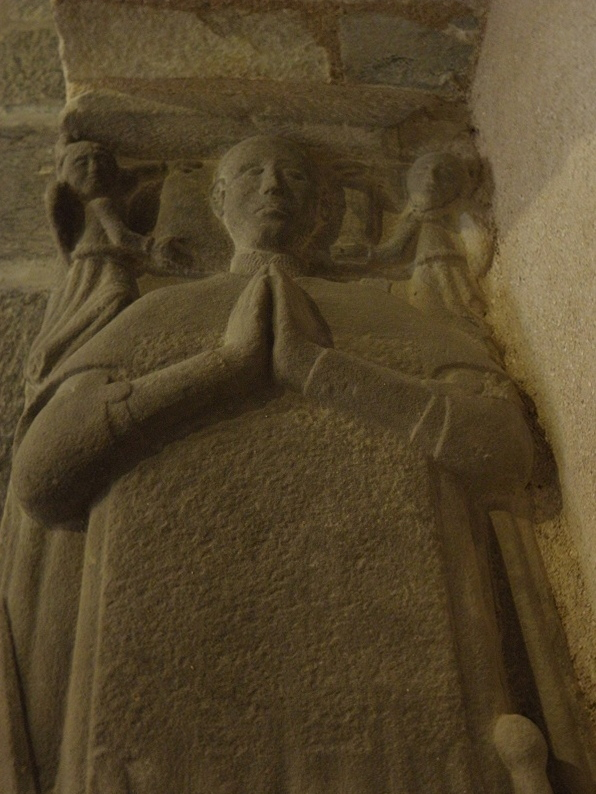
Gisant van Olivier de Pontbriand
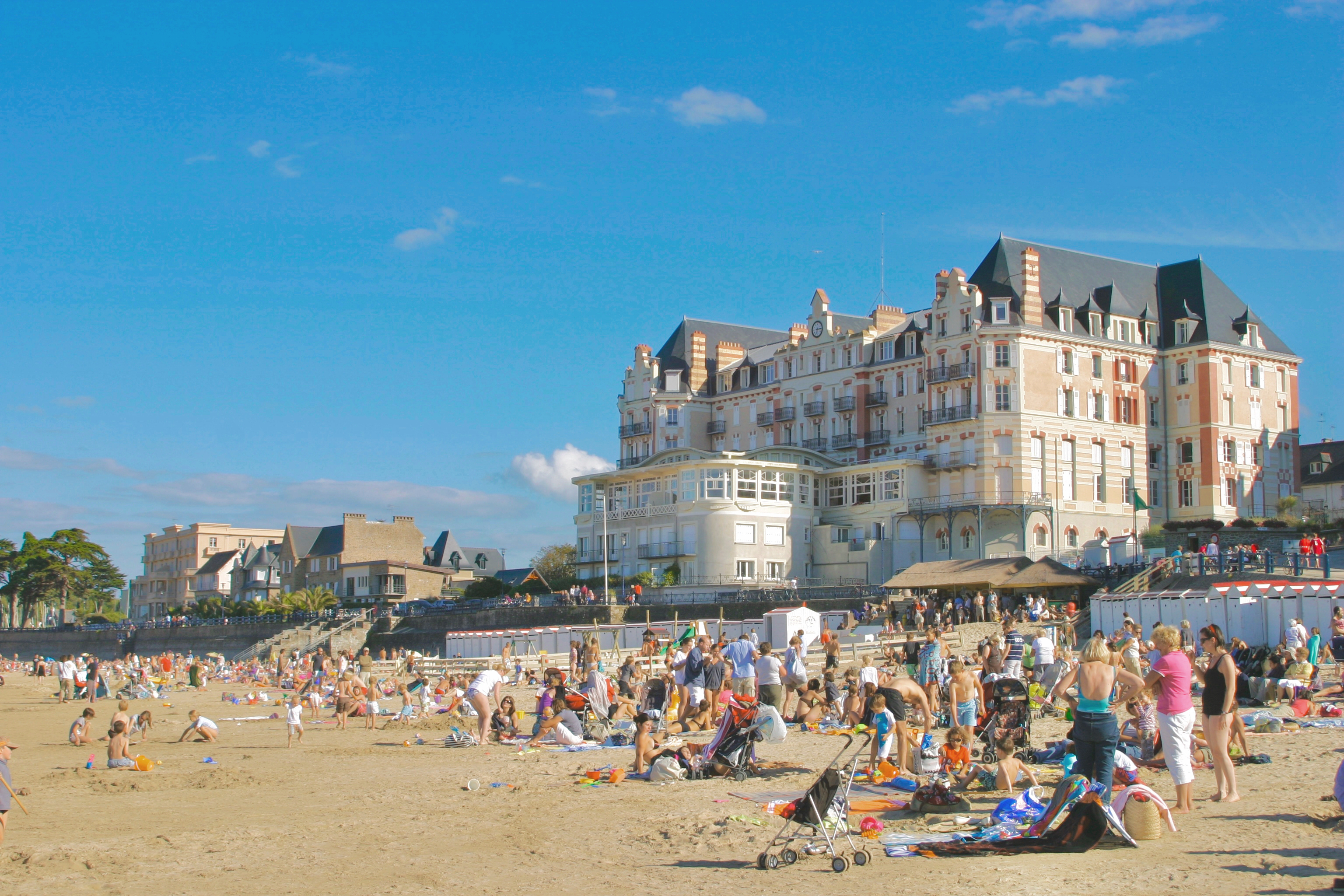
Grand Hotel

## Cultureel patrimonium en bezienswaardigheden
Saint-Lunaire heeft mooie zandstranden (Plage de Longchamp, La Grande Plage, Plage de la Fosse aux Vaults en Plage de la Fourberie), wandelgebieden en een aantal bezienswaardigheden.
- De oude kerk van Saint-Lunaire bevindt zich in het centrum van de gemeente - op de Place du Pilori - niet ver van de latere Église Saint-Lunaire. Deze romaanse kerk werd gebouwd in de 11e eeuw en verbouwd in latere eeuwen.[7] Naast de hoger vermelde gisanten van familieleden van de middeleeuwse heersers van de streek, bevindt zich in de kerk de sarcofaag waarin de stoffelijke resten van Leonardus (Lunaire) zouden begraven zijn. De sarcofaag is echter leeg.
- Voor de oude kerk staat een calvarie uit de 16e eeuw. Aan de ene zijde van het kruis staat Christus afgebeeld en aan de andere zijde Maria met kind. De calvarie is beschermd sinds 1930.[8]
- In het centrum van het dorp staat de Église Saint-Lunaire, de huidige parochiekerk. Deze werd gebouwd in 1882.[9]
- Het Pointe du Décollé is een rotsachtige uitsprong, een klein schiereiland met een weids uitzicht op de baai. Op het einde van het Pointe du Décollé werd in 1884 een kruis geplaatst ter herdenking van Leonardus van Bretagne en van de verschillende zeelieden uit de streek die stierven op zee. Nog voorbij het kruis staat de ruïne van de vroegere verdedigingstoren. Onderaan het Pointe is een grot.[10]
- Saint-Lunaire telt enkele gebouwen in art-deco-stijl. Hieronder het postgebouw met mozaïeken van Odorico.

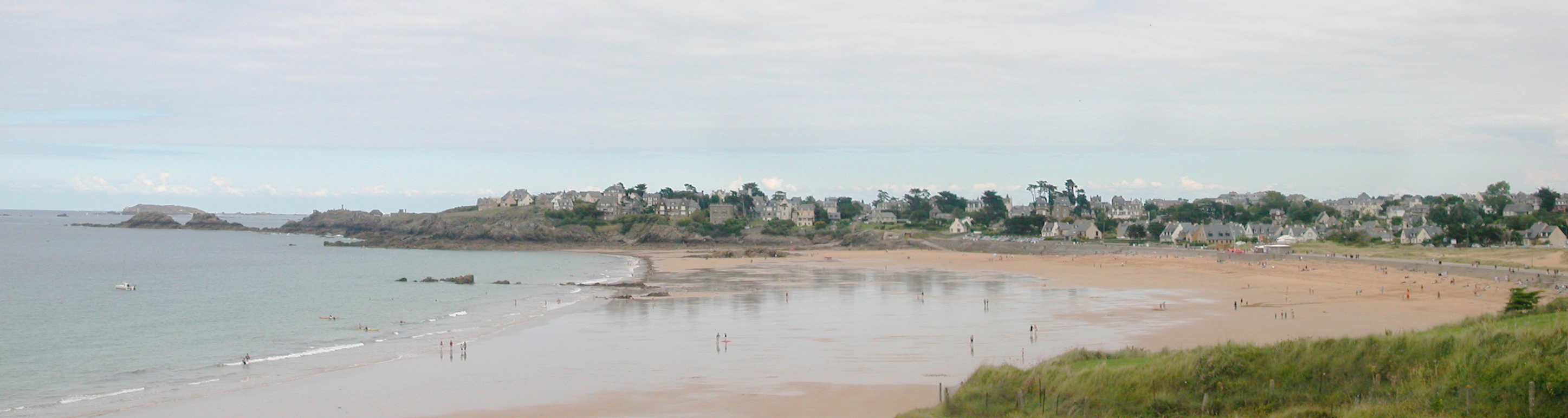
Plage de Longchamp met verzicht van Saint-Lunaire
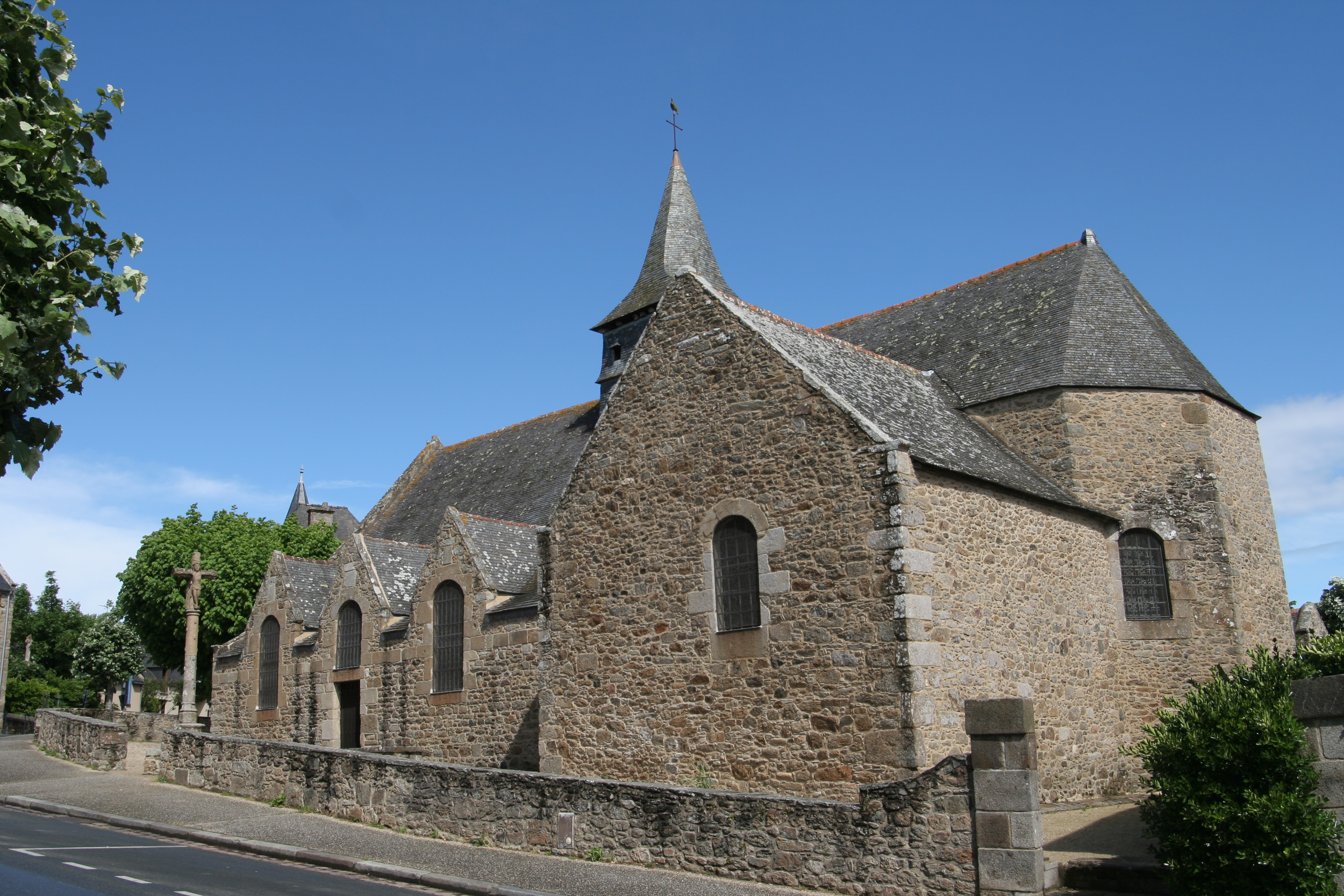
Oude kerk van Saint-Lunaire
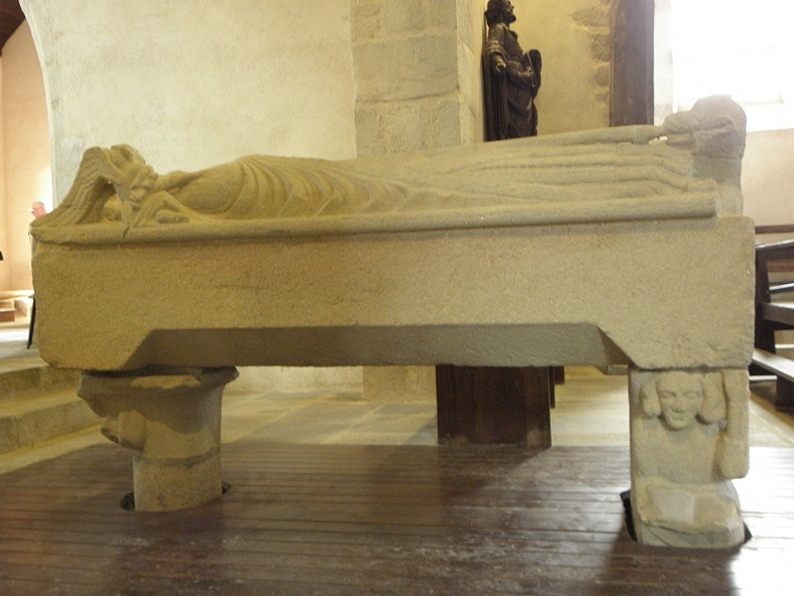
Sarcofaag van Leonardus (Lunaire)
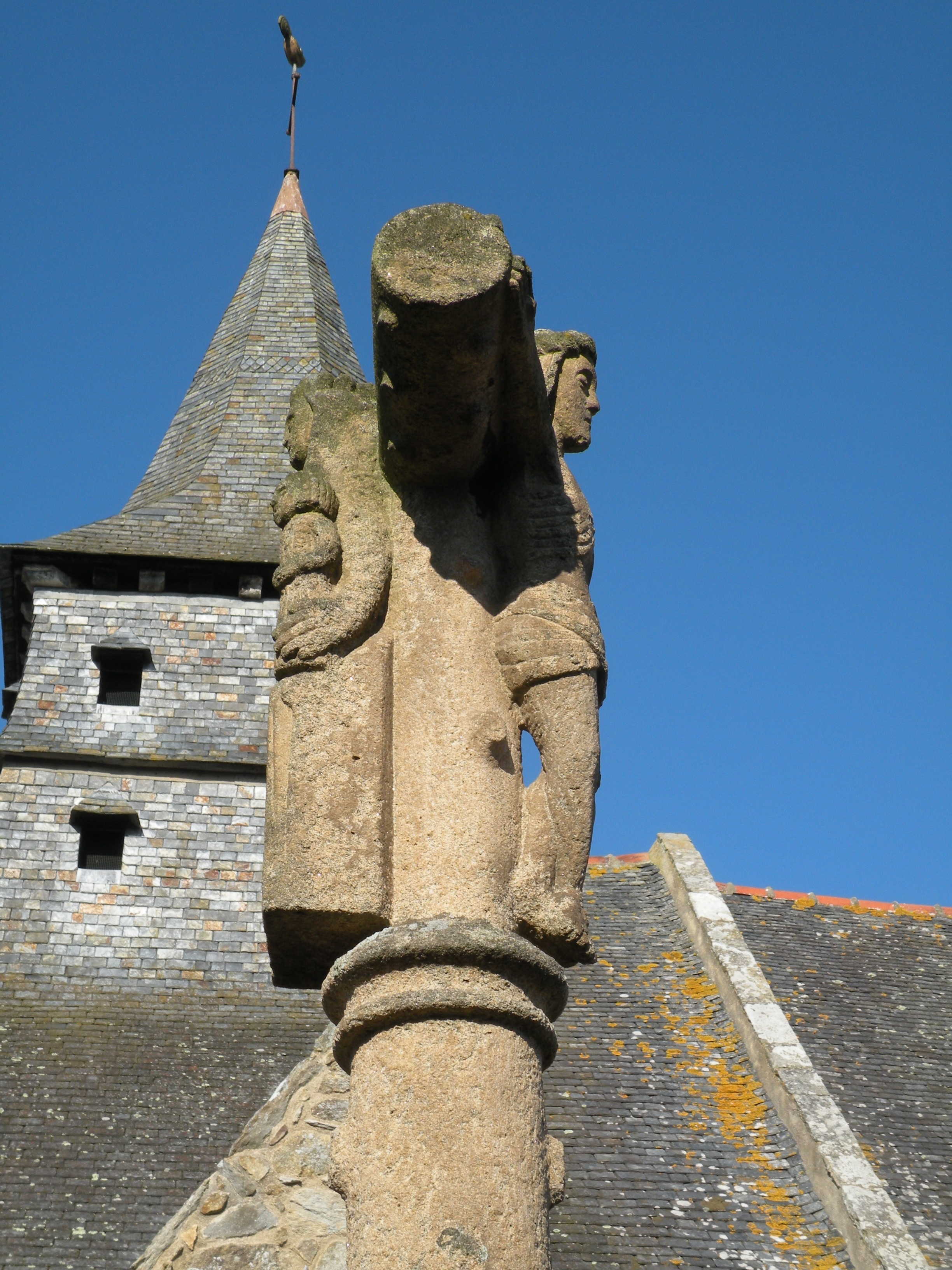
Calvarie voor de oude kerk
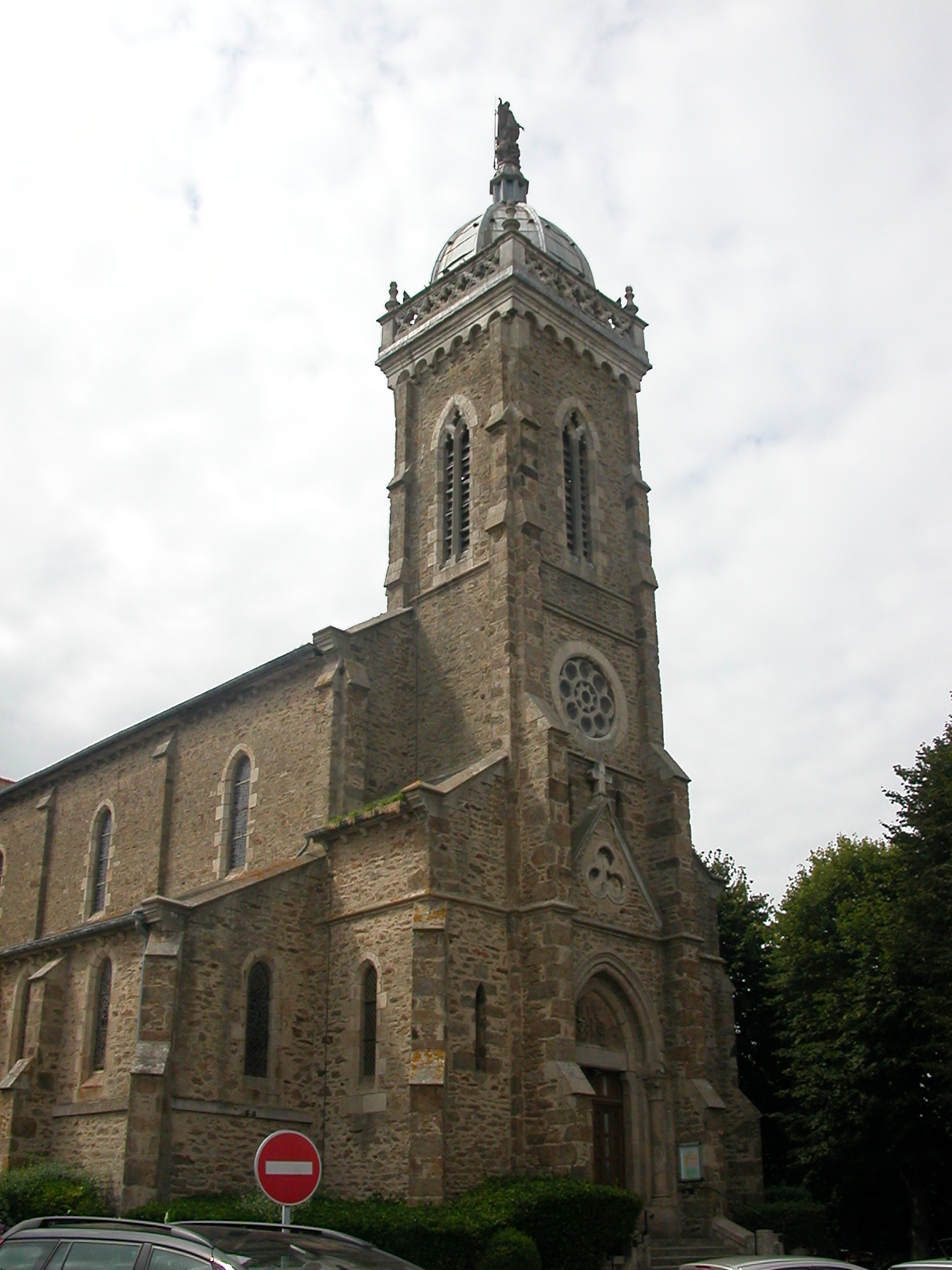
Parochiekerk Saint-Lunaire
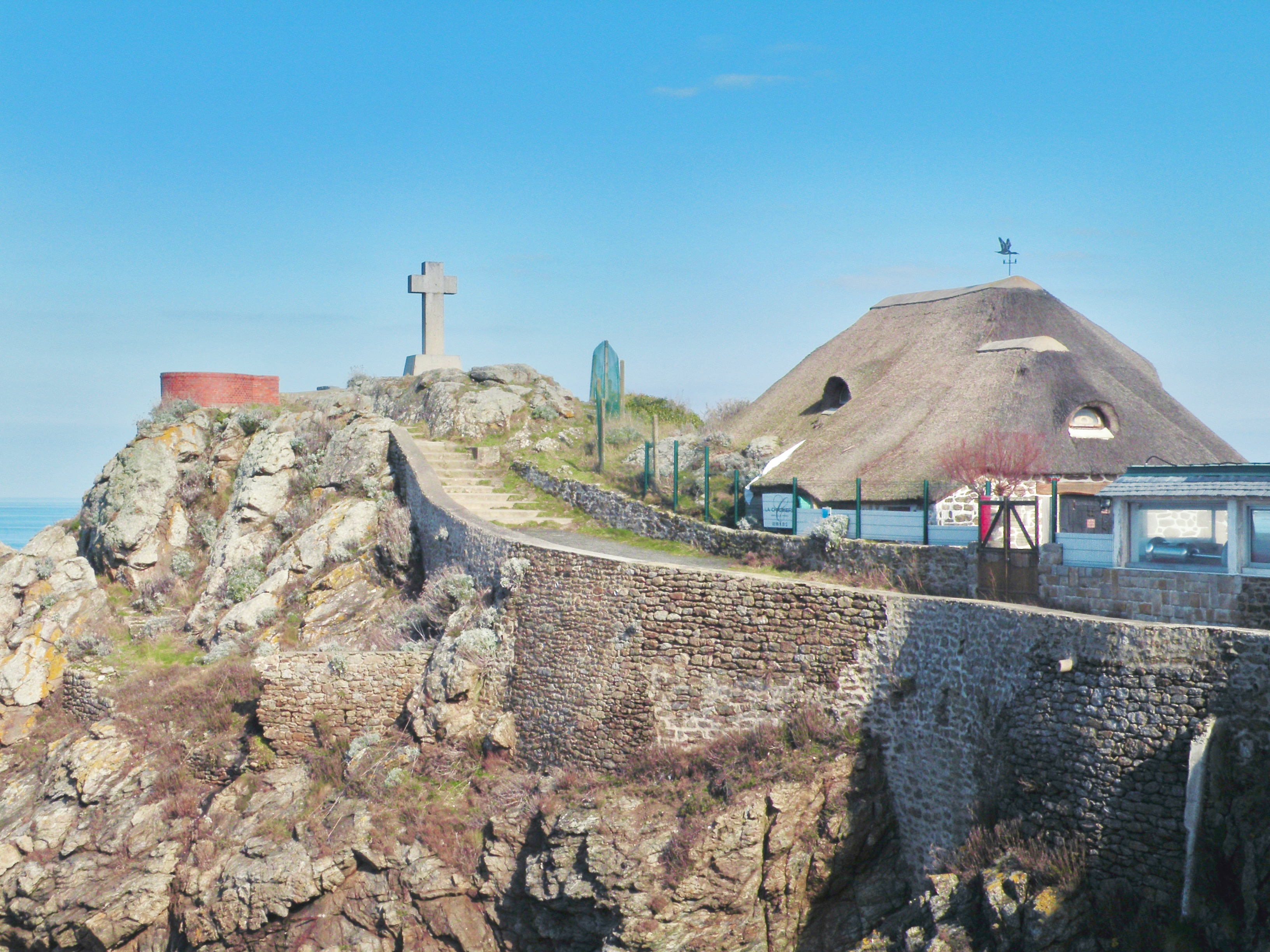
Het Pointe du Décollé met kruis
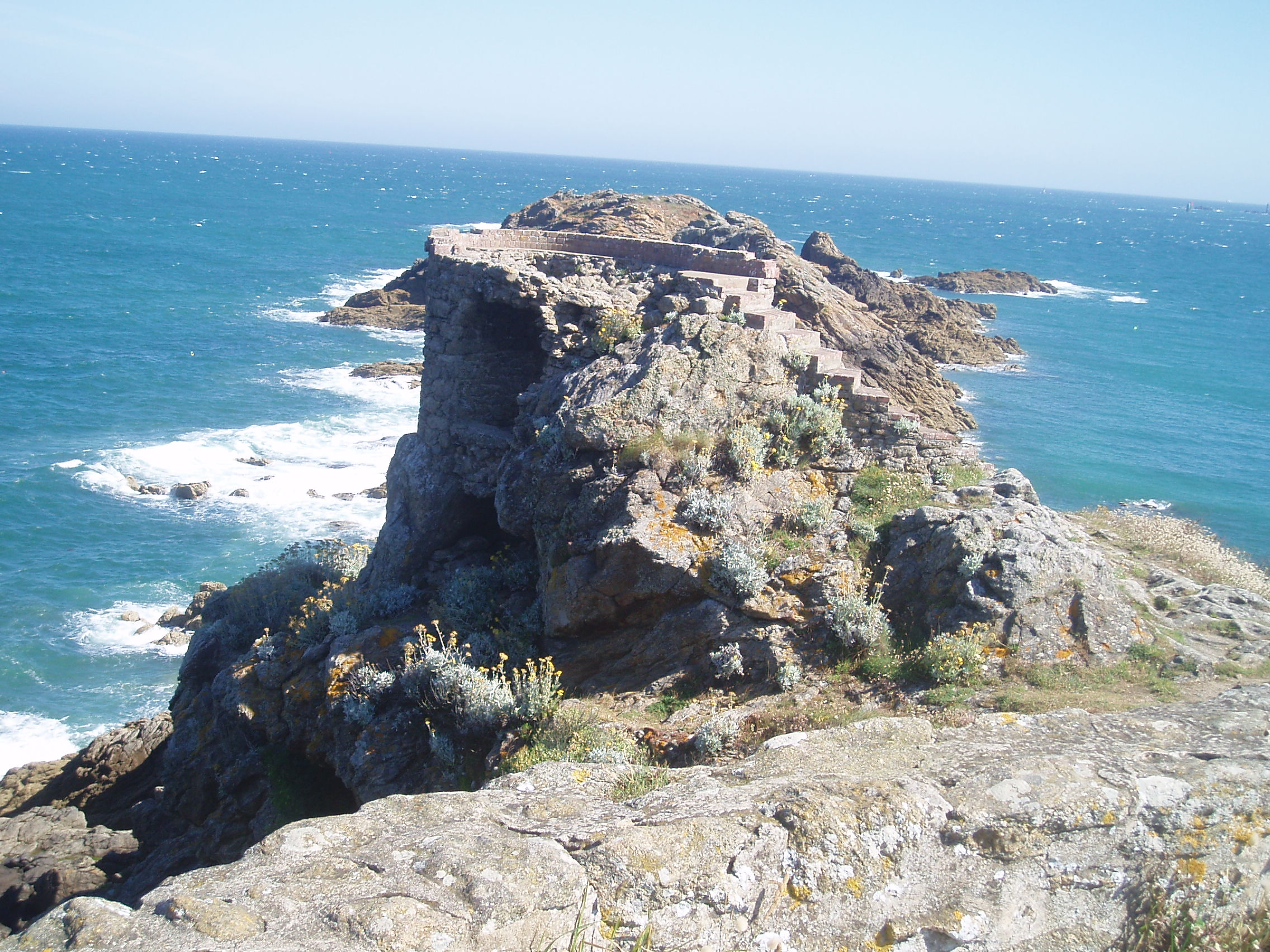
Ruïnes van de verdedigingstoren op het Pointe du Décollé

## Geografie
De oppervlakte van Saint-Lunaire bedroeg op 1 januari 2022 10,27 vierkante kilometer; de bevolkingsdichtheid was toen 257,7 inwoners per km².

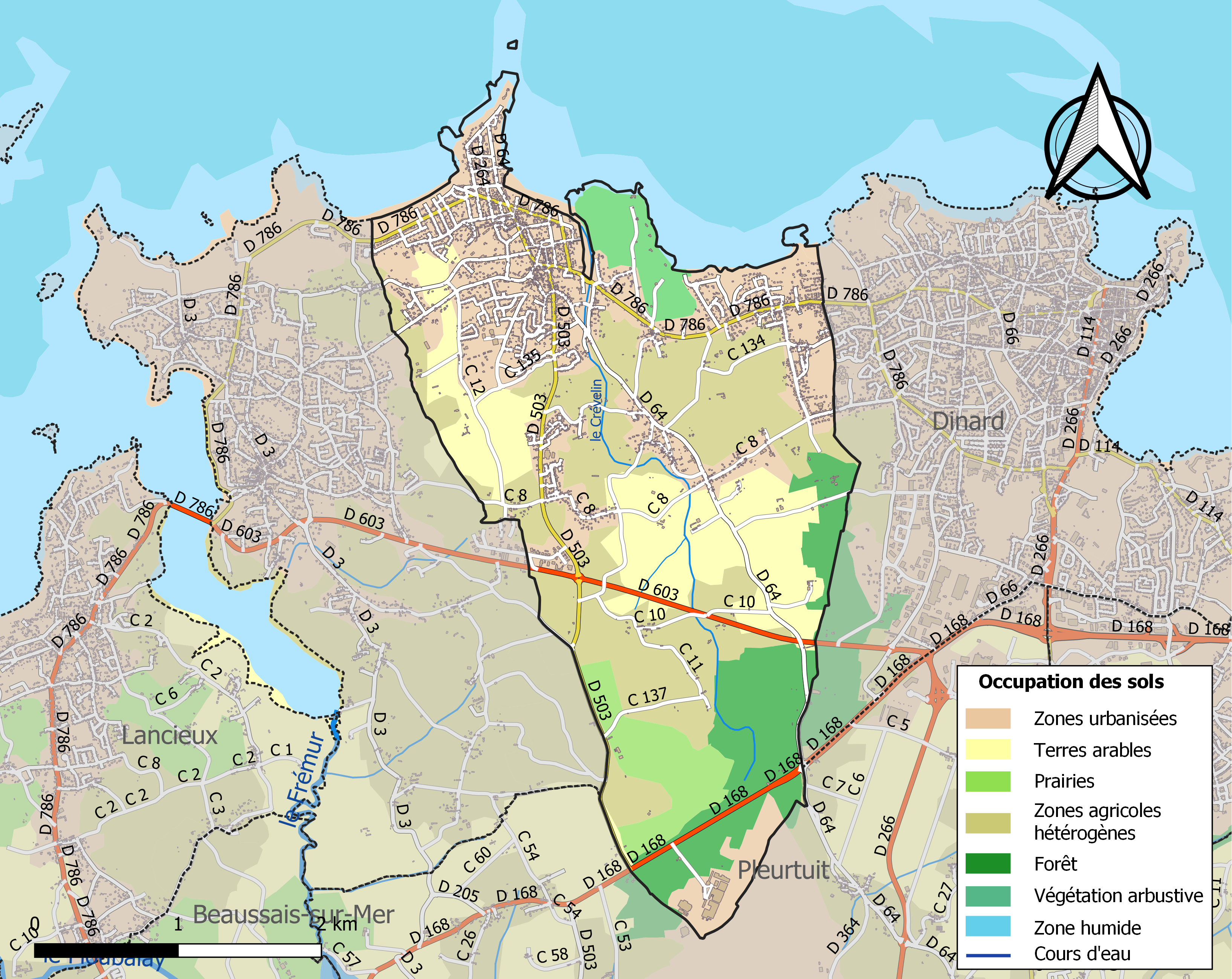
Kaart van de gemeente met belangrijkste infrastructuur, bodemgebruik en omliggende gemeenten

## Demografie
Onderstaande figuur toont het verloop van het inwonertal.

Wapen van Saint-Lunaire.

## Wapen
Het wapen van Saint-Lunaire toont een brug met drie zilverkleurige bogen waarop drie eenden of zwanen lopen met goudkleurige bek en zwemvliezen. Dit wapen zou het blazoen geweest zijn van de vroegere heren van Pontual. De brug verwijst naar het eerste deel van de naam.